# Jenny Adams
Jenny Adams, född den 8 juli 1978 i Texas, är en amerikansk friidrottare som tävlar i häcklöpning.
Adams var i final vid VM 2001 på 100 meter häck där hon slutade femma på tiden 12,63. Vid VM 2003 var hon åter i final och denna gång slutade sexa på tiden 12,77. 
Adams slutade även tvåa vid IAAF World Athletics Final 2004 i Monaco denna gång på tiden 12,68.

## Personliga rekord
- 100 meter häck - 12,63